# Tastiera (cordofoni)

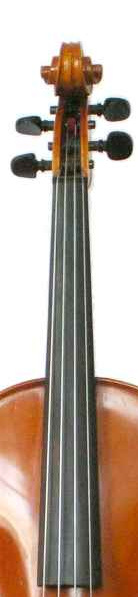
Tastiera di un violino

La tastiera, in buona parte dei cordofoni ad arco e a pizzico, è una superficie in legno su cui è possibile premere una o più corde per determinarne la nota eseguita, modificando l'intonazione di base data dalla corda suonata a vuoto.

## Descrizione

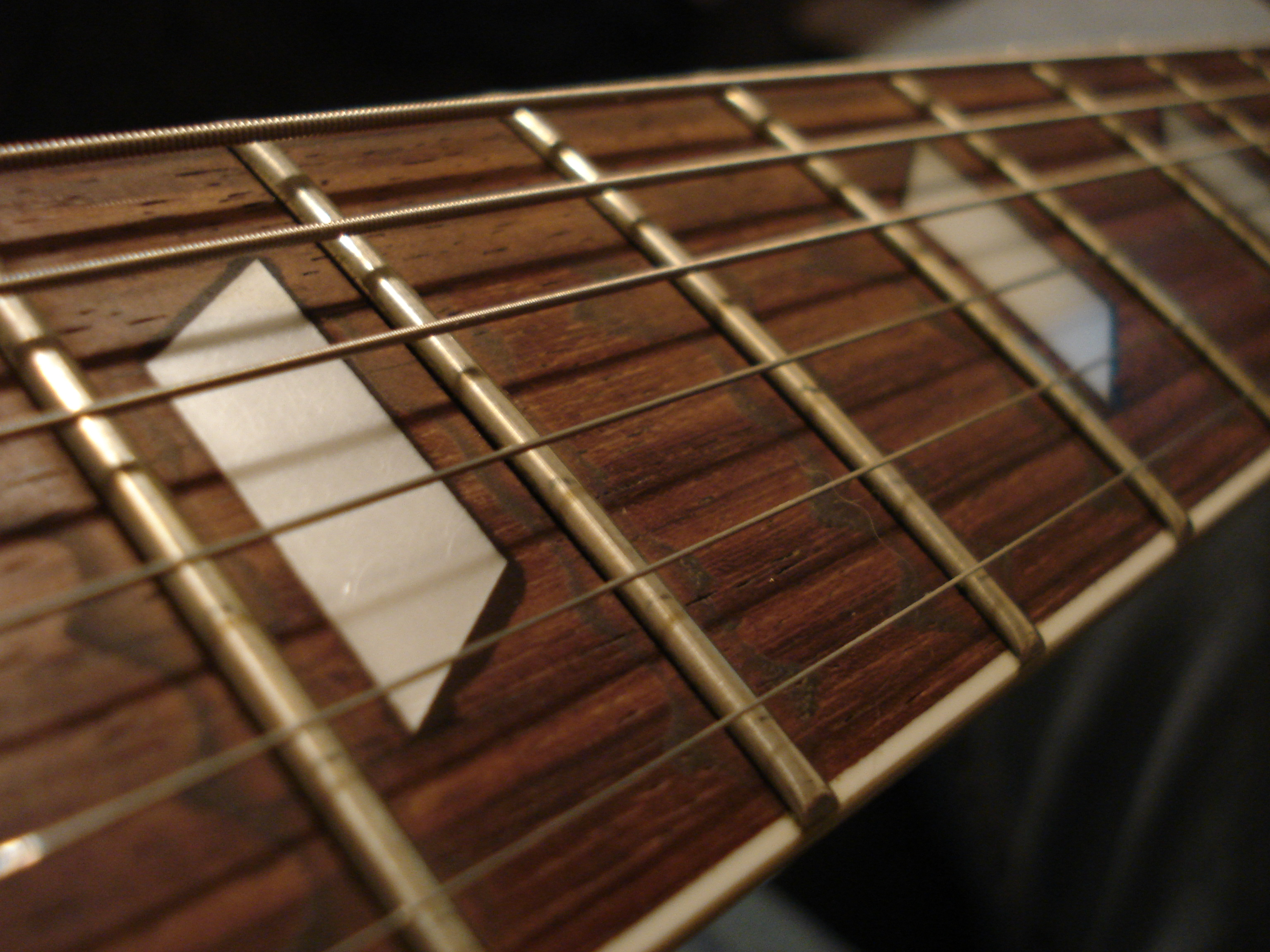
Tastiera di una chitarra

La tastiera può avere i tasti oppure esserne priva, come nel caso del violino. Nelle chitarre, nei mandolini e altri consimili i tasti sono delimitati da traversine metalliche (generalmente ottone con una percentuale di nickel o, in alcuni casi, completamente in acciaio), perpendicolari alla direzione delle corde, e posizionati (solitamente) secondo il temperamento equabile; nei liuti e nelle viole da gamba vengono invece usati legacci in budello.
Per la costruzione della tastiera è preferibile un legno duro e resistente all'usura, come l'ebano, il palissandro o l'acero. Nella tastiera in acero deve essere applicata una vernice trasparente per proteggere questo legno dal colore molto chiaro.